# Alf Sjöberg
Alf Sjöberg (ur. 21 czerwca 1903 w Sztokholmie, zm. 16 kwietnia 1980 tamże) – szwedzki reżyser filmowy i teatralny oraz scenarzysta.

## Kariera
Należy do klasyków szwedzkiego kina i teatru. Jego debiutancki Najsilniejszy (z 1929) jest jednym z najważniejszych przedwojennych filmów szwedzkich. Pełen antyhitlerowskich aluzji Skandal jest realizacją jednego z pierwszych scenariuszy młodego Ingmara Bergmana. Jest twórcą najsłynniejszej ekranizacji dramatu Augusta Strindberga Panna Julia, w której zastosował nowatorskie środki ekranowe i inscenizacyjne (m.in. włączanie „trybu przypuszczającego”, czyli myśli i pragnień bohaterów, bezpośrednio w ujęcia opowiadające wydarzenia w „trybie oznajmującym”). Ponadto jest twórcą innych znaczących adaptacji filmowych, m.in. Barabasz na podstawie powieści Pära Lagerkvista oraz Karin, córka Monsa na podstawie powieści Miki Waltariego.

## Filmografia
- Fadern (Ojciec, 1969)
- Ön (1966)
- Domaren (1960)
- Stängda dörrar (1959) (telewizyjny)
- Sista paret ut (1956)
- Hamlet (1955) (telewizyjny)
- Vildfåglar (1955)
- Karin córka Monsa (Karin Månsdotter, 1954)
- Barabasz (1953) – według powieści Pära Lagerkvista
- Panna Julia (Fröken Julie, 1951) – według Augusta Strindberga
- Bara en mor (1949) – według powieści Ivara Lo-Johanssona
- Iris och löjtnantshjärta (1946)
- Resan bort (1945)
- Skandal (Hets, 1944) – autor scenariusza: Ingmar Bergman
- Kungajakt (1944)
- Himlaspelet (1942)
- Hem från Babylon (1941)
- Den Blomstertid... (1940)
- Med livet som insats (1940)
- Den Starkaste (Najsilniejszy) (1929)